# Burnt Offerings
Burnt Offerings (c англ. «Сожжённые дары»)  — третий студийный альбом американской группы Iced Earth, выпущенный 18 апреля 1995 года на лейбле Century Media Records. На этом диске состоялся дебют вокалиста Мэтта Барлоу.

## Об альбоме
Выход этого альбома вызвал противоречивую реакцию: негодование европейских поклонников, которым не нравилось, что группа пошла по другому музыкальному пути, и напротив, удачные по сравнению с предыдущими альбомами продажи в США.

## Список композиций
| №  | Название             | Текст песни  | Музыка                        | Длительность |
| -- | -------------------- | ------------ | ----------------------------- | ------------ |
| 1. | «Burnt Offerings»    | Jon Schaffer | Randall Shawver, Schaffer     | 7:22         |
| 2. | «Last December»      | Schaffer     | Schaffer                      | 3:23         |
| 3. | «Diary»              | Matt Barlow  | Shawver, Schaffer, Dave Abell | 6:14         |
| 4. | «Brainwashed»        | Schaffer     | Shawver, Schaffer             | 5:22         |
| 5. | «Burning Oasis»      | Schaffer     | Shawver, Schaffer, Abell      | 6:00         |
| 6. | «Creator Failure»    | Schaffer     | Shawver, Schaffer, Abell      | 6:02         |
| 7. | «The Pierced Spirit» | Schaffer     | Shawver, Abell                | 1:54         |
| 8. | «Dante's Inferno»    | Schaffer     | Schaffer                      | 16:26        |

## Участники записи
- Мэтт Барлоу — вокалист
- Джон Шаффер — ритм-гитара, вокал, продюсер
- Рэндалл Шавер — Соло-гитара
- Дэйв Эйбелл — бас-гитара
- Родни Бисли — ударные